# Companhia de Processamento de Dados do Estado da Bahia
A Companhia de Processamento de Dados do Estado da Bahia (PRODEB) é a empresa de economia mista brasileira do Governo do Estado da Bahia, que presta serviços em processamento eletrônico para os órgãos da administração pública, como criação e manutenção de sistemas, aplicativos e sites, consultoria em software e instalações de redes, visando a modernização e o aprimoramento da gestão pública e a melhoria da qualidade de vida do cidadão. A Prodeb conta com a maior sala-cofre do Norte/Nordeste do Brasil e terceira maior do país entre as empresas de tecnologias da informação e comunicação (TIC) estaduais, sendo responsável pela hospedagem dos dados e informações estratégicas do Governo do Estado da Bahia, com certificação de segurança internacional emitida pela Associação Brasileira de Normas Técnicas (ABNT). Entre seus mais de 80 clientes estão o Detran-BA, a Polícia Militar da Bahia e prefeituras municipais. A sede da Prodeb é no Centro Administrativo da Bahia.
No início da década de 1970, o Governo do Estado da Bahia, através da Secretaria de Planejamento do Estado da Bahia (Seplan), viu a necessidade de dotar o Estado de uma companhia de processamento de dados. Foram realizados então, dois concursos, a fim de criar o Centro de Informática, com a finalidade de prestar serviços de processamento eletrônico de dados e assessorar, via uso de informática, os órgãos e entidades da administração pública estadual. Em outubro de 1973, instituiu-se formalmente a Companhia de Processamento de Dados do Estado da Bahia (Prodeb), através da Lei n.º 3 157 de 1973, sob a forma de sociedade de economia mista, sendo o Governo do Estado da Bahia o acionista majoritário.